# Nô lệ

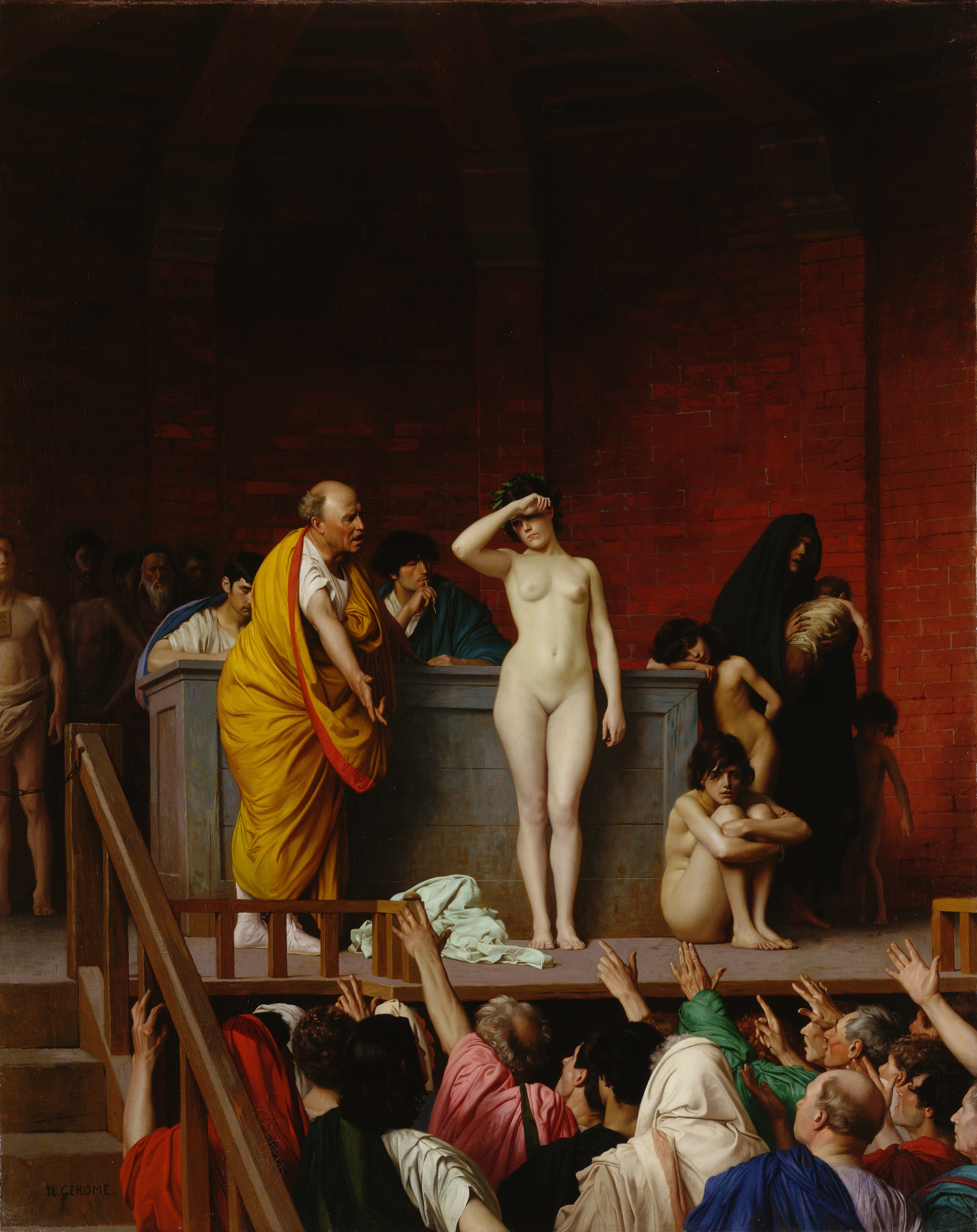
Cuộc đấu giá nô lệ hay Chợ nô lệ tại Roma của Jean-Léon Gérôme. Hiện vật bảo tàng Hermitage

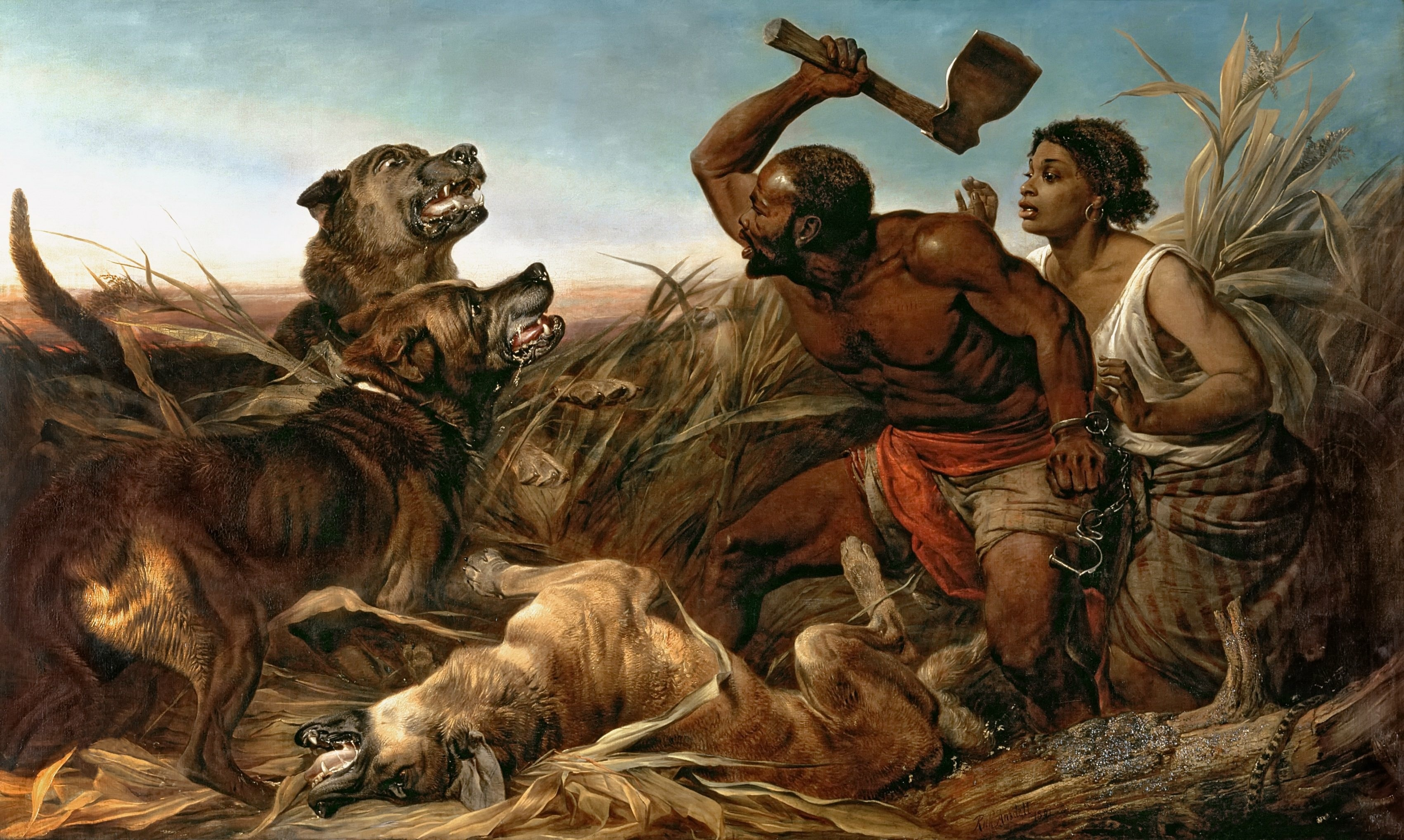
Những người nô lệ chạy trốn

 Nô lệ  là người bị bắt buộc phải làm việc không lương cho người chủ, bị mất quyền con người, tự do và cuộc sống phụ thuộc hoàn toàn vào người chủ. Nhiều người trở thành nô lệ vì bị bắt sau những cuộc chiến (một hình thức tù binh), hoặc những cuộc càn quét của lực lượng xâm lăng hoặc giai cấp thống trị. Một số khi sinh ra đã bị coi như là nô lệ vì cha mẹ là nô lệ. Chế độ nô lệ là chế độ mà trong đó con người được xem như một thứ hàng hóa..
Trong lịch sử, chế độ nô lệ đã được công nhận bởi hầu hết các xã hội; còn trong thời gian gần đây, chế độ nô lệ đã bị cấm ở tất cả các nước do phong trào bãi nô, nhưng nó vẫn tiếp tục tồn tại thông qua các việc gán nợ, chế độ nông nô, người làm trong nhà bị nuôi nhốt, nhận con nuôi giả trong đó trẻ em bị buộc phải làm việc như nô lệ, binh lính trẻ em, và hôn nhân cưỡng ép. Nô lệ chính thức được coi là bất hợp pháp ở tất cả các nước, nhưng vẫn còn khoảng 20 đến 30 triệu nô lệ trên toàn thế giới.
Chế độ nô lệ có trước chữ viết và đã tồn tại trong nhiều nền văn hóa. Hầu hết các nô lệ hiện nay là nô lệ do gán nợ, chủ yếu là ở Nam Á, đang bị gán nợ phát sinh do người cho vay nặng lãi, thậm chí kéo dài nhiều thế hệ. Buôn người chủ yếu được sử dụng để buộc phụ nữ và trẻ em tham gia vào các ngành công nghiệp tình dục.
Chỉ riêng nước Mauritanie có khoảng 600.000 nô lệ (dưới hình thức lao động trả nợ), gồm nam, nữ và trẻ em - tức gần 20% dân số. Đến tháng 8 năm 2007 nạn nô lệ mới được chính thức coi là phạm pháp. Nạn nô lệ cũng phổ biến tại Niger với khoảng 800.000 người bị bắt làm nô lệ - 8% dân số.

## Định nghĩa
Nô lệ là những người thuộc sở hữu và điều khiển của người khác, gần như không có quyền hạn gì, không có tự do đi lại, và không được trả lương, ngoài những nhu cầu tối thiểu như thức ăn, quần áo và chỗ ở.
Theo Quy ước về Nô lệ năm 1926, chế độ nô lệ là "... tình trạng hay hoàn cảnh của một người phải gánh chịu một phần hay tất cả những quyền làm chủ từ người khác...". Người nô lệ không có quyền tự do bỏ trốn, bỏ chủ, hay bỏ khu vực mình đang sống nếu không có phép hay giấy thông hành, và nếu làm thế sẽ bị bắt đem về trả về lại cho chủ nhân. Chế độ này cần một hệ thống xã hội chấp thuận nó, từ liên kết giữa các tay chủ nhân nhiều thế lực hay tài chánh đến các cơ quan điều hành chính quyền địa phương.
Tổ chức Lao động Quốc tế (ILO) định nghĩa "cưỡng ép lao động" là "những công việc hay dịch vụ do một người làm dưới sự đe doạ của hình phạt và người đó không muốn tình nguyện làm", trừ một số trường hợp ngoại lệ như: quân đội, tù nhân, trường hợp khẩn cấp và những công tác cộng đồng nhỏ.
Từ người hầu không đồng nghĩa với nô lệ, ở chỗ đây là người, có nhân quyền, trong khi nô lệ không được coi là người mà là một vật, một thứ tài sản, tương đượng với dụng cụ hay súc vật.

### Những từ ngữ liên hệ
- Theo ILO, sử dụng trẻ em cho lao động được coi như tương đương với cưỡng ép lao động.
- Một số người theo chủ nghĩa Vô chính phủ, Xã hội và Cộng sản chống đối nạn nô lệ tài chánh, là trường hợp người làm công bị buộc vào thế cùng, phải làm việc với mức lương quá thấp hoặc không lương (và chấp nhận nghèo đói) vì đe doạ thất nghiệp (còn gọi là khủng bố kinh tế).
- Nhiều nhà đấu tranh tự do cho việc áp đặt thuế của chính phủ là một hình thức nô lệ hoá dân chúng.[16]
- Nói hơn nữa, ngay cả việc nuôi gia súc như chó, mèo, bò, ngựa, v.v cũng bị nhiều người coi như là giữ nô lệ.[17]

## Sách tham khảo
- Bales, Kevin, Disposable People: New Slavery in the Global Economy (1999)
- Campbell, Gwyn, Suzanne Miers, and Joseph C. Miller, eds. Women and Slavery. Volume 1: Africa, the Indian Ocean World, and the Medieval Atlantic; Women and Slavery. Volume 2: The Modern Atlantic (2007)
- Davies, Stephen (2008). "Slavery, World". Trong Hamowy, Ronald (biên tập). The Encyclopedia of Libertarianism. Thousand Oaks, CA: SAGE; Cato Institute. tr. 464–9. ISBN 978-1-4129-6580-4. LCCN 2008009151. OCLC 750831024.
- Davis, David Brion. The Problem of Slavery in the Age of Revolution, 1770-1823 (1999)
- Davis, David Brion. The Problem of Slavery in Western Culture (1988)
- Drescher, Seymour. Abolition: A History of Slavery and Antislavery (2009) highly regarded history of slavery and its abolition, worldwide
- Finkelman, Paul, ed. Encyclopedia of Slavery (1999)
- Gordon, M. Slavery in the Arab World (1989)
- Greene, Jacqueline. Slavery in Ancient Egypt and Mesopotamia, (2001), ISBN 0-531-16538-8
- Joseph, Celucien L. Race, Religion, and The Haitian Revolution: Essays on Faith, Freedom, and Decolonization (CreateSpace Independent Publishing Platform, 2012)
- Joseph, Celucien L. From Toussaint to Price-Mars: Rhetoric, Race, and Religion in Haitian Thought (CreateSpace Independent Publishing Platform, 2013)
- Lal, K. S. Muslim Slave System in Medieval India Lưu trữ ngày 12 tháng 5 năm 2008 tại Wayback Machine (1994) ISBN 81-85689-67-9
- Miers, Suzanne, and Igor Kopytoff, eds. Slavery In Africa: Historical & Anthropological Perspectives (1979)
- Morgan, Kenneth. Slavery and the British Empire: From Africa to America (2008)
- Postma, Johannes. The Atlantic Slave Trade, (2003)
- Rodriguez, Junius P., ed., The Historical Encyclopedia of World Slavery (1997)
- Rodriguez, Junius P., ed. Slavery in the United States: A Social, Political, and Historical Encyclopedia (2007)
- Shell, Robert Carl-Heinz Children Of Bondage: A Social History Of The Slave Society At The Cape Of Good Hope, 1652–1813 (1994)
- Westermann, William Linn The Slave Systems of Greek and Roman Antiquity (1955), ISBN 0-87169-040-3
- Hogendorn, Jan and Johnson Marion: The Shell Money of the Slave Trade. African Studies Series 49, Cambridge University Press, Cambridge, 1986.
- The Slavery Reader, ed. by Rigas Doganis, Gad Heuman, James Walvin, Routledge 2003
- Berlin, Ira. Many Thousands Gone: The First Two Centuries of Slavery in North America (1999), most important recent survey
- Blackmon, Douglas A. Slavery by Another Name: The Re-Enslavement of Black Americans from the Civil War to World War II Doubleday (ngày 23 tháng 3 năm 2008), ISBN 0-385-50625-2 ISBN 978-0-385-50625-0
- Boles, John. Black Southerners: 1619–1869 (1983) brief survey
- Engerman, Stanley L. Terms of Labor: Slavery, Serfdom, and Free Labor (1999) Lưu trữ ngày 25 tháng 6 năm 2012 tại Wayback Machine
- Genovese Eugene D. Roll, Jordan Roll (1974), classic study
  - Richard H. King, "Marxism and the Slave South", American Quarterly 29 (1977), 117–31, a critique of Genovese
- Escott, Paul D. "Remembering Slavery: African Americans Talk about Their Personal Experiences of Slavery and Freedom" Journal of Southern History, Vol. 67, 2001 Lưu trữ ngày 25 tháng 5 năm 2012 tại Wayback Machine
- Mintz, S. Slavery Facts & Myths Lưu trữ ngày 9 tháng 2 năm 2014 tại Wayback Machine, Digital History
- Parish, Peter J. Slavery: History and Historians (1989) Lưu trữ ngày 25 tháng 5 năm 2012 tại Wayback Machine
- Phillips, Ulrich B. American Negro Slavery: A Survey of the Supply, Employment and Control of Negro Labor as Determined by the Plantation Regime (1918; paperback reprint 1966), southern white perspective
- Phillips, Ulrich B. Life and Labor in the Old South (1929)
- Sellers, James B. Slavery in Alabama (1950).
- Sydnor, Charles S. Slavery in Mississippi (1933)
- Stamp, Kenneth M. The Peculiar Institution: Slavery in the Ante-Bellum South (1956), a rebuttal of U B Philipps
- Trenchard, David (2008). "Slavery in America". Trong Hamowy, Ronald (biên tập). The Encyclopedia of Libertarianism. Thousand Oaks, CA: SAGE; Cato Institute. tr. 469–70. ISBN 978-1-4129-6580-4. LCCN 2008009151. OCLC 750831024.
- Vorenberg, Michael. Final Freedom: The Civil War, the Abolition of Slavery, and the Thirteenth Amendment (2001) Lưu trữ ngày 25 tháng 5 năm 2012 tại Wayback Machine
- Weinstein, Allen, Frank O. Gatell, and Lewis Sarasohn, eds., American Negro Slavery: A Modern Reader, third ed. (1978)
- Jesse Sage and Liora Kasten, Enslaved: True Stories of Modern Day Slavery, Palgrave Macmillan, 2008 ISBN 978-1-4039-7493-8
- Tom Brass, Marcel van der Linden, and Jan Lucassen, Free and Unfree Labour. Amsterdam: International Institute for Social History, 1993
- Tom Brass, Towards a Comparative Political Economy of Unfree Labour: Case Studies and Debates, London and Portland, OR: Frank Cass Publishers, 1999. 400 pages.
- Tom Brass and Marcel van der Linden, eds., Free and Unfree Labour: The Debate Continues, Bern: Peter Lang AG, 1997. 600 pages. A volume containing contributions by all the most important writers on modern forms of unfree labour.
- Kevin Bales, Disposable People. New Slavery in the Global Economy, Revised Edition, University of California Press 2004, ISBN 0-520-24384-6
- Kevin Bales (ed.), Understanding Global Slavery Today. A Reader, University of California Press 2005, ISBN 0-520-24507-5freak
- Kevin Bales, Ending Slavery: How We Free Today's Slaves, University of California Press 2007, ISBN 978-0-520-25470-1.
- Mende Nazer and Damien Lewis, Slave: My True Story, ISBN 1-58648-212-2. Mende is a Nuba, captured at 12 years old. She was granted political asylum by the British government in 2003.
- Gary Craig, Aline Gaus, Mick Wilkinson, Klara Skrivankova and Aidan McQ e (2007). Contemporary slavery in the UK: Overview and key issues Lưu trữ ngày 14 tháng 6 năm 2007 tại Wayback Machine, Joseph Rowntree Foundation. ISBN 978-1-85935-573-2.
- David Hawk, The Hidden Gulag - Slave Labor Camps in North Korea Lưu trữ ngày 14 tháng 12 năm 2019 tại Wayback Machine, Washington DC: Committee for Human Rights in North Korea, 2012, ISBN 0-615-62367-0
- Somaly Mam Foundation Lưu trữ ngày 8 tháng 2 năm 2017 tại Wayback Machine
- Thomas Sowell, The Real History of Slavery, in: Black Rednecks and White Liberals, San Francisco: Encounter Books, 2005. ISBN 978-1-59403-086-4.

### Lịch sử
- Slavery Resource Guide, from the Library of Congress
- Digital Library on American Slavery
- African Holocaust
- Emory and Oxford College Lưu trữ ngày 18 tháng 7 năm 2011 tại Wayback Machine
- Slavery Fact Sheets, Digital History Lưu trữ ngày 9 tháng 2 năm 2014 tại Wayback Machine
- The West African Sqron and slave trade
- Slavery – PBS Lưu trữ ngày 6 tháng 10 năm 2009 tại Wayback Machine
- Understanding Slavery Lưu trữ ngày 26 tháng 3 năm 2010 tại Wayback Machine
- Slavery
- Slavery Museum. Great Britain. Lưu trữ ngày 16 tháng 3 năm 2012 tại Wayback Machine
- Archives on slavery held by the University of London Lưu trữ ngày 5 tháng 1 năm 2011 tại Wayback Machine
- Mémoire St Barth (archives & history of slavery, slave trade and their abolition)[liên kết hỏng], Comité de Liaison et d'Application des Sources Historiques.
- Archives of the Middelburgsche Commercie Compagnie (MCC) 'Trade Company of Middelburg' (Inventory of the archives of the Dutch slave trade across the Atlantic)

### Hiện đại
- news-politics, modern-slavery Modern Slavery[liên kết hỏng] - slideshow by The First Post
- Slavery – PBS Lưu trữ ngày 6 tháng 10 năm 2009 tại Wayback Machine
- Walk Free Foundation – Global Slavery Index 2013 | Explore the Index